# Juventudes Socialistas de Andalucía
Juventudes Socialistas de Andalucía es una organización de carácter político juvenil parte de Juventudes Socialistas de España.

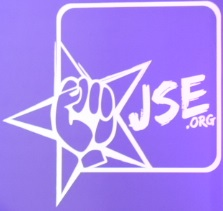
Logo de las Juventudes Socialistas

Está asociada al Partido Socialista Obrero Español de Andalucía.

## Historia de JSA
Ya en el año 1932 hay constancia de la existencia de agrupaciones de Jóvenes Socialistas en Andalucía, sin embargo, estas no tenían la actual estructura que hoy conocemos de Juventudes, y su existencia fue limitada debido a la Guerra Civil y la posterior represión franquista que personajes como Gonzalo Queipo de Llano o Carlos Arias Navarro, ‘el carnicero de Málaga’, llevaron a cabo. El establecimiento de unas Juventudes Socialistas Andaluzas, el desarrollo de su proyecto ideológico fue mermado como mermada fue la vida de tantos andaluces. Andalucía, sus jóvenes, quedaron, no ya sólo destrozados física y moralmente, sino también condenados al olvido completo y total desde la administración centralista del dictador Franco.
Los jóvenes andaluces socialistas combatieron desde sus inicios la dictadura del general Franco. El antimilitarismo, piedra angular de la organización de Juventudes Socialistas que los caracterizó siguió siendo un claro referente en todo el proceso de la Transición democráticas. Las Juventudes Socialistas, los jóvenes socialistas andaluces, habían luchado —y seguían luchando— por la normalización del sistema político, por la consecución de una Constitución en la que se reconocieran los derechos de los jóvenes. Las Juventudes Socialistas en Andalucía, principal organización política juvenil en la comunidad andaluza, apostaron claramente por la consecución de tales objetivos.
El primer congreso de Juventudes Socialistas de Andalucía, tras la muerte de Franco, fue celebrado entre los días once y trece de abril de 1980 en la Residencia Juvenil Blanco White de Dos Hermanas, en la provincia de Sevilla. Dicho congreso designó a Luis Navarrete como Secretario General de Andalucía. Este congreso marcó el inicio de una nueva etapa para las Juventudes Socialistas de Andalucía. Además sentó las bases de lo que son a día de hoy, de cuál es su estructura organizativa y sus objetivos políticos y sociales.
Una de las tónicas dominantes en los principios de Juventudes Socialistas de Andalucía era su claro marcado antimilitarismo, que se veía claramente marcado en su rechazo a la entrada en la OTAN, así como a la presencia de bases norteamericanas en el territorio nacional. JSA, consciente de los riesgos que para Andalucía esto podía significar, se enfrentó al PSOE por lo que era considerado un punto claramente divergente. Al mismo tiempo, dentro de su política universalista, las Juventudes Socialistas de Andalucía apoyaron a los pueblos oprimidos, como era el caso fue el caso de Palestina, y denunciaron claramente el imperialismo estadounidense.
España en los años 80 vivió una situación única, puesto que el paso de una dictadura a una democracia parlamentaria supuso la transformación de numerosas estructuras de su sociedad, tales como el ejército o los derivados de la entrada en la Comunidad Económica Europea. Si bien, Juventudes Socialistas dentro de su reconocido pacifismo se oponía a la entrada del Estado en la estructura de la OTAN, a día de hoy debemos reconocer que tal entrada ha supuesto que el Ejército asuma el rol que debe desempeñar dentro de una sociedad democrática, así como asumir que sus acciones han de depender de lo marcado por el poder ejecutivo.
El segundo congreso Regional de JSA se celebró entre los días dieciocho y veinte de marzo de 1983, y del mismo salió elegido Federico Pérez Peralta ‘Chiqui’ como Secretario General. Tras la rotunda victoria con una mayoría absoluta socialista de 202 escaños de 350 en las Elecciones Generales del veintiocho de octubre de 1982, los jóvenes se encontraban complemente reforzados políticamente, tanto a nivel autonómico como a nivel regional. El gobierno que el andaluz Felipe González formó a finales de 1982 fue el primero enteramente socialista de la historia de España. En él, destacó la presencia del sevillano Alfonso Guerra como vicepresidente y hombre de confianza, que se encargaría de las relaciones entre gobierno y partido.
Tras esta segunda ejecutiva, sucedió a Federico Pérez Peralta en el cargo de Secretario General de Juventudes Socialistas de Andalucía Francisco Manzano, quien resultó elegido en el congreso de Torremolinos, Málaga, que se celebró entre los días 11 y 13 de enero de 1985. Francisco Manzano, ‘Paco’, se mantuvo en el cargo hasta el año 1989, cuando Lucrecio Fernández alcanzó el puesto de Secretario General de JSA.
Juan Moreno fue el siguiente en ser elegido Secretario General de Juventudes, estando en el cargo hasta el año 1994, cuando Antonio ‘Nono’ Guinea de Toro llegó al cargo de Secretario General de JSA. Es importante destacar la labor de estos líderes, puesto que llegaron al cargo en un momento en el que el Socialismo se encontraba en un ligero retroceso en España que se manifestó de manera más notoria en 1996, cuando el andaluz Felipe González abandonó la Moncloa tras catorce años como Presidente del Gobierno.
En este contexto de revisión de las políticas realizadas, Rafael Velasco llegó al cargo de Secretario General de Juventudes Socialistas, con la ex Presidenta de Andalucía Susana Díaz Pacheco como Secretaria de Organización, en 1997.
El cambio en el panorama político estatal ocasionó, como es lógico, cambios en la estructura de las Juventudes Socialistas de Andalucía. En el Congreso Regional de JSA, celebrado entre el 15 y el 17 de octubre de 2004 en Islantilla, Huelva, Carlos Moya fue elegido como Secretario General, junto a José Manuel Girela de la Fuente como Secretario de Organización. En ese congreso, el PSOE de Andalucía, hizo todo lo posible para que el otro candidato "ni se pudiera presentar". Susana Díaz Pacheco pidió avales para poder presentar candidatura, algo que iba contra los estatutos de JSE, presente estaba Herick Campos, Secretario General de JSE en aquel momento, y que tampoco hizo nada al respecto aunque se incumplieron todos los estatutos del momento. La ilegalidad en el proceso fue absoluta, con presiones de Luis Pizarro en Ferraz para que el candidato Francis Fernández no pudiera ganar, algo que habría hecho. Todos los presentes en aquel congreso son testigos de la gran manipulación que existió. El congreso de Islantilla fue la última gran batalla en la que perdió el socialismo y triunfó lo que vimos años posteriores con el consiguiente declive de Juventudes Socialistas y del PSOE en Andalucía.
Carlos Moya fue reelegido Secretario General de JSA tras el Congreso Regional celebrado en Sevilla el 4 y 5 de octubre en el que fue elegida Secretaria de Organización, Carmen Cuello.
El 25 de septiembre de 2010 fue elegido como Secretario General de JSA, Juan Carlos Ruiz, tras el X Congreso Regional celebrado en Córdoba y al que llegó como Secretario General de las Juventudes Socialistas de la provincia de Sevilla. Le acompañó como Secretaria de Organización la malagueña Mar Jiménez.
El 29 de julio de 2012 se celebró en Sevilla el Congreso Extraordinario del que salió elegido Secretario General de JSA, el malagueño José Carlos Durán Peralta, que llegó como Secretario General de las Juventudes Socialistas de Málaga. Le acompañó la sevillana Myriam Díaz como Secretaria de Organización.
El fin de semana del 4 y 5 de noviembre de 2017 fue elegida la primera mujer Secretaria General de JSA, Mariola López, tras el XI Congreso Regional celebrado en Málaga, al que llegó como Secretaria de Organización de las Juventudes Socialistas de la provincia de Granada. Le acompañó como Secretaria de Organización la jiennese Azahara Cabrera. 
Tomó su relevo, en el Congreso Regional celebrado en Granada el 23 y 24 de marzo de 2019, Alejandro Moyano. Llega al cargo tras haber sido Secretario General de Juventudes Socialistas de Sevilla. Su Secretario de Organización fue el onubense Álvaro Espina. Tras la reelección de Moyano en el XII Congreso Regional celebrado en Garrucha (Almería), el cargo de Secretario de Organización recayó en el malagueño Carlos Rodríguez. 
Tras seis años en el cargo, Alejandro Moyano dejará paso a Lázaro Martínez, único precandidato a la Secretaría General tras finalizar el plazo de recogida de avales. El Congreso se celebrará los días 22 y 23 de marzo en Castilleja de Guzmán.
En el 13 Congreso de las Juventudes socialistas de Andalucía, se marca un hito histórico en la organización, ya que se aprueba un cambio en su nomenclatura, adoptando el término nacional en vez de regional "en reconocimiento a la singularidad histórica que recoge el Estatuto de Autonomía andaluz". Además de ello, se vota favorablemente la primera Comisión Ejecutiva Nacional, donde al ya elegido Secretario General, Lázaro Martínez, lo acompañará como Secretario de Organización, Santiago Limón Cerpa, oriundo de Villanueva del Ariscal (Sevilla).

## Ideología
Juventudes Socialistas de Andalucía es una organización centenaria compuesta por jóvenes que creen en la democracia, la paz, y la igualdad. Son internacionalistas. Defienden una concepción integral y transversal de las políticas de juventud, que recoja soluciones y respuestas a todas y cada una de las inquietudes, preocupaciones y problemas de la juventud de Andalucía y España.
Creen en la transformación democrática de la sociedad hacia el progreso de todos y de todas por igual, con mayor cohesión social, inclusión e interculturalidad. Apuestan por la extensión de los derechos civiles y el estado de bienestar, por el socialismo joven y progresista.